# Aba, Fejér
Aba  este un sat în districtul Székesfehérvár, județul Fejér, Ungaria, având o populație de 4.544 de locuitori (2011). 

## Demografie
Componența etnică a satului Aba
     Maghiari (98,73%)
     Necunoscut (0,28%)
     Alții (0,99%)
Componența confesională a satului Aba
     Romano-catolici (36,31%)
     Reformați (20,53%)
     Fără religie (15,67%)
     Atei (1,03%)
     Necunoscută (26,03%)
     Alte religii (1,12%)
Conform recensământului din 2011, satul Aba avea 4.544 de locuitori. Din punct de vedere etnic, majoritatea locuitorilor (98,73%) erau maghiari. Apartenența etnică nu este cunoscută în cazul a 0,28% din locuitori. Nu există o religie majoritară, locuitorii fiind romano-catolici (36,31%), reformați (20,53%), persoane fără religie (15,67%) și atei (1,03%). Pentru 26,03% din locuitori nu este cunoscută apartenența confesională.